# Alphen aan den Rijn
Alphen aan den Rijn  è una municipalità dei Paesi Bassi di 106 232 abitanti situata nella provincia dell'Olanda Meridionale. Dal 1º gennaio 2014 ha incorporato i territori comunali di Boskoop e Rijnwoude, municipalità che hanno cessato di esistere lo stesso giorno.

## Storia

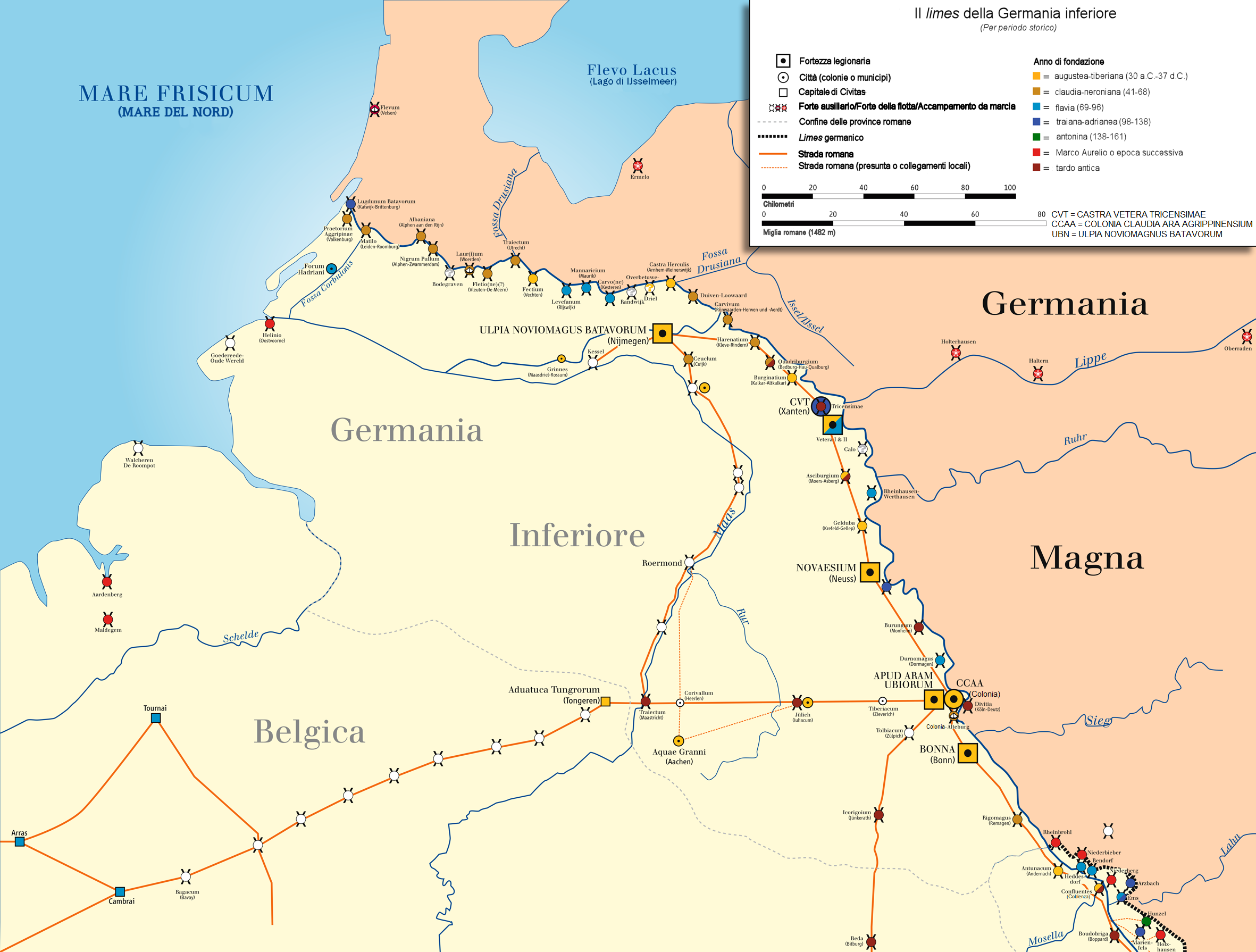
Il limes romano dal I al V secolo lungo il basso corso del Reno con l'indicazione di Albaniana e Nigrum Pullum, rispettivamente il quarto e il quinto insediamento presso il limes a partire dal Mare Frisicum (l'attuale Mare del Nord).

Il nome "Alphen" deriva probabilmente dal nome del forte militare romano di Albaniana (Castellum Albanianae) la cui fondazione avvenne sotto l'imperatore Claudio. Il significato del nome è "insediamento alle acque bianche" ed i suoi resti giacciono ancora sotto il centro cittadino. La Tabula Peutingeriana lo colloca tra il forte militare di Matilo, la moderna Leida, e Nigrum Pullum corrispondente alla località di Zwammerdam, anch'essa nel territorio municipale di Alphen aan den Rijn. Inserita nel sistema di fortificazioni del limes renano che separava l'impero romano dalle tribù a nord, faceva parte della provincia romana di Germania inferiore.

## Sport
La locale squadra di football americano, gli Alphen Eagles, ha vinto 3 volte il Tulip Bowl.